# Шимановский, Александр Никифорович
Александр Никифорович Шимановский (19 (31) августа 1850 — 1918) — российский и белорусский этнограф и фольклорист, пушкинист, педагог. Действительный статский советник.

## Биография

Герб «Юноша»

Родился 19 (31) августа 1850 года в селе Чернин Чернинской волости Бобруйского уезда Минской губернии, в семье Ничипора (Никифора) Фёдоровича Шимановского (1822—1892), священника православной Свято-Георгиевской церкви с. Чернин, и его жены Екатерины Андреевны, урожд. Русецкой (1824—1875). В семье было 10 детей.
Дед, предположительно — Федор Иосифович Шимановский (1791–1855), священник Покровской церкви села Малышевичи Слуцкого уезда Минской губернии. Вероятно, род Шимановских происходил из шляхты герба «Юноша», но не был подтверждён в российском дворянстве. Возможно, имеются родственные связи с известным юристом, преподавателем Новороссийского университета Митрофаном Васильевичем Шимановским (г. Одесса, Херсонская губерния).
Начальное образование А. Шимановский получил в Чернинском народном училище, затем окончил Мозырскую гимназию. В 1874 г. окончил историко-филологический факультет Санкт-Петербургского университета.
Состоял преподавателем русского языка и словесности в Кишинёвской 1-й гимназии (1874—1901). Статский советник (1887). Внёс заметный вклад в развитие гимназического образования в Бессарабии. По сведениям 1903, 1912 гг. избирался на должность товарища (заместителя) директора Кишинёвского городского общественного банка. В 1914 году Бессарабское дворянское депутатское собрание утвердило А. Шимановского в наследственном дворянстве. Был почётным мировым судьёй Кишинёвского округа; 1 января 1914 года был произведён в действительные статские советники; награждён орденами Св. Анны 2-й (1899) и 3-й ст., Св. Станислава 2-й (1895) и 3-й ст., Св. Владимира 4-й ст. (1911).
Был убит около своего дома по ул. Леовской в Кишинёве.
Жена — Анна Арутюновна (до замужества Ускат). Их дети: Александр, Фёдор, Ольга.
Брат — Иван Никифорович Шимановский (1849–1913), врач в штатах Военного ведомства. Племянник — Владимир Шимановский.
Сестра (младшая) — Пелагея, по мужу Густова, учительница Чернинского народного училища.

## Исследовательская деятельность
Во время поездок на родину собрал материал по белорусскому фольклору и этнографии и составил сборник «Минская губерния и её народное творчество в связи с описанием народных праздников и обрядов» (1898 г.). В сборнике изложил и свои взгляды на народное творчество. Материалы сборника используются исследователями при изучении и публикациях фольклора.
Изучал кишинёвский период жизни и творчества А. С. Пушкина, был активным участником кампании по установке памятника поэту в Кишинёве (третьего после московского и санкт-петербургского). Написал книгу «Александр Сергеевич Пушкин: О пребывании его в Кишинёве в связи с предыдущей и последующей жизнью.»

«Эта книга, пожалуй, единственный более или менее содержательный труд из всех, что вышли в Молдавии [о кишинёвском периоде жизни А. С. Пушкина]».
— Трубецкой, Б. А. Пушкин в Молдавии. — Кишинёв, 1976.

## Произведения
- Александр Сергеевич Пушкин: О пребывании его в Кишинёве в связи с предыдущей и последующей жизнью. Кишинёв: Тип. Кашевского, 1900. — 149 с.
- Минская губерния и её народное творчество в связи с описанием народных праздников и обрядов. Архив Российского географического общества. Ф. 20. Оп. 1. Ед. хр. 8.

## Галерея
Места, связанные с жизнью и деятельностью А. Шимановского.

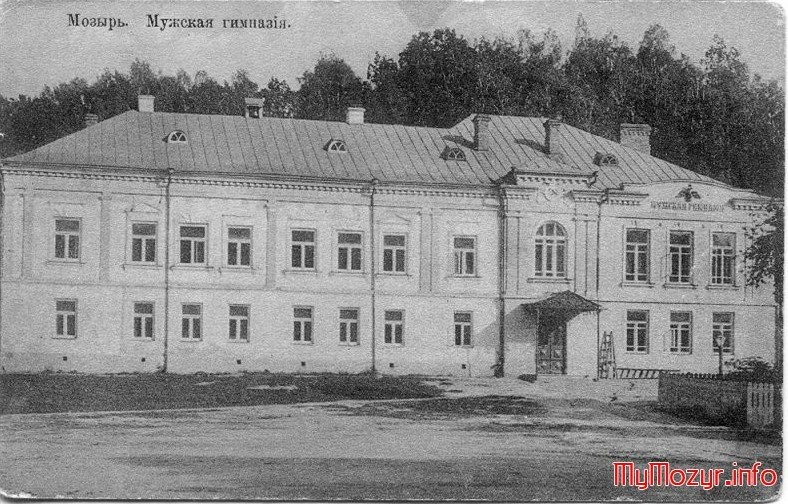
Мозырь, мужская гимназия.
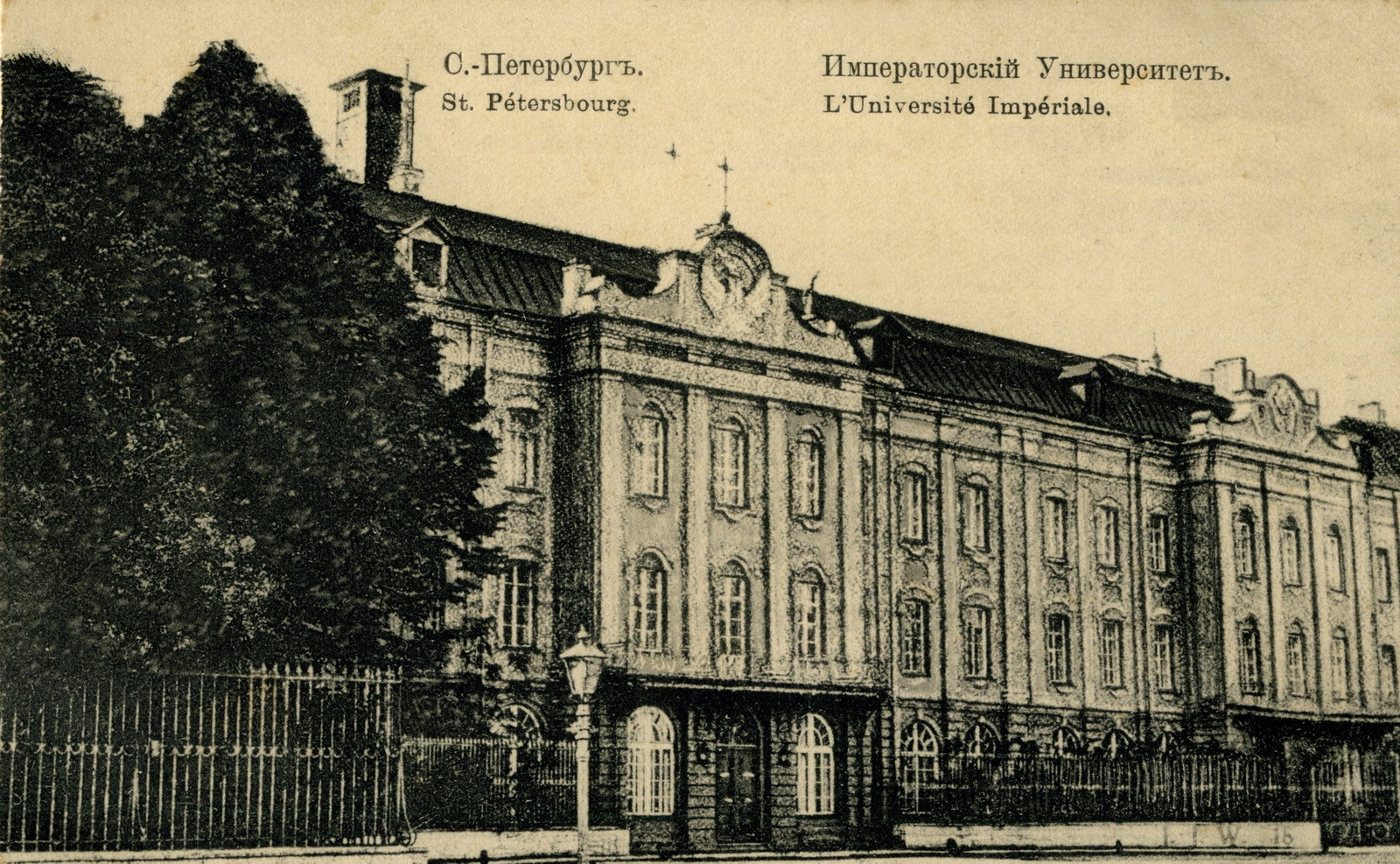
Санкт-Петербургский университет. Нач. XX в.
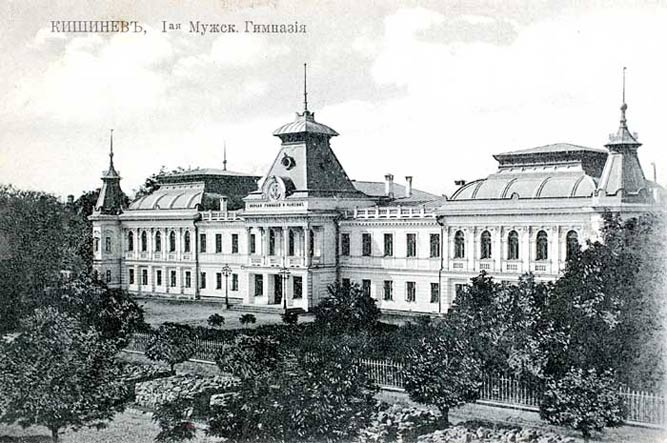
Кишинёв, 1-я мужская гимназия.